# Американская площадь (Братислава)
Американская площадь (словац. Americké námestie) — площадь в Старом городе Братиславы.
В XVIII веке площадь носила имя Хальтергассе (нем. Haltergasse), в XIX веке — Эндлихергассе (нем. Endlichergasse — венг. Endlicher-utca), в 1945 году в благодарность одной из стран-союзниц по антигитлеровской коалиции получила современное название Американской. Это важная транспортная развязка, соединяющая улицы Госпитальная, Мицкевича, Майкова и граничищая с Флорианской площадью. До начала XIX века это была слабо застроенная окраина города, но уже к середине века здесь уже появился ряд строений (больница, дворцы барона Вальтерскирхена). В 1928 году были построены образцы конструктивизма — дом «Метрополь», жилой дом «АВИОН». Среди важнейших построек — медицинский факультет Университета Коменского и его деканат, расположенный в летнем дворце Аспремонта, а также факультетская больница. Посреди площади расположен небольшой парк. Через площадь проходят трамвайные линии от Каменной площади до Трнавского и Рачанского мыта.